# Хорњи Крути
Хорњи Крути (чеш. Horní Kruty) је насељено мјесто са административним статусом сеоске општине (чеш. obec) у округу Колин, у Средњочешком крају, Чешка Република.

## Становништво
Према подацима о броју становника из 2014. године насеље је имало 525 становника.